# Bromus vulgaris
Bromus vulgaris es una especie herbácea perenne perteneciente a la familia de las gramíneas (Poaceae). 

## Descripción
Es una hierba perenne que puede alcanzar los 1,1 metros de altura. La inflorescencia es un conjunto abierto de espiguillas, las inferiores caídas o doblada. Las espiguillas son aplanadas y tienen aristas cada una de hasta un centímetro de largo en las puntas de los frutos. Esta hierba se considera un buen forraje para el ganado y el pastoreo de animales salvajes.

## Distribución y hábitat
Es nativo del oeste de América del Norte desde la Columbia Británica a California y Wyoming, donde crece en muchos tipos de hábitats, incluyendo bosques de coníferas templados. 

## Taxonomía
Bromus vulgaris fue descrita por (Hook.) Shear y publicado en Bulletin, Division of Agrostology United States Department of Agriculture 23: 43. 1900.
Etimología
Bromus: nombre genérico que deriva del griego bromos = (avena), o de broma = (alimento).
vulgaris: epíteto latino que significa "erecto".
Sinonimia
- Bromopsis vulgaris (Hook.) Holub
- Bromus ciliatus var. glaberrimus Suksd.
- Bromus ciliatus var. pauciflorus Vasey ex Beal
- Bromus ciliatus var. pauciflorus Vasey ex Macoun
- Bromus debilis Shear
- Bromus eximius Piper
- Bromus eximius subsp. robustus (Shear) Piper
- Bromus eximius var. robustus (Shear) Piper
- Bromus eximius subsp. umbraticus Piper
- Bromus purgans var. vulgaris Hook.
- Zerna vulgaris (Hook.) Henrard[4][5]